# Peter von Cornelius
Este artículo trata sobre el pintor; para su sobrino, el compositor y poeta, véase Peter Cornelius.

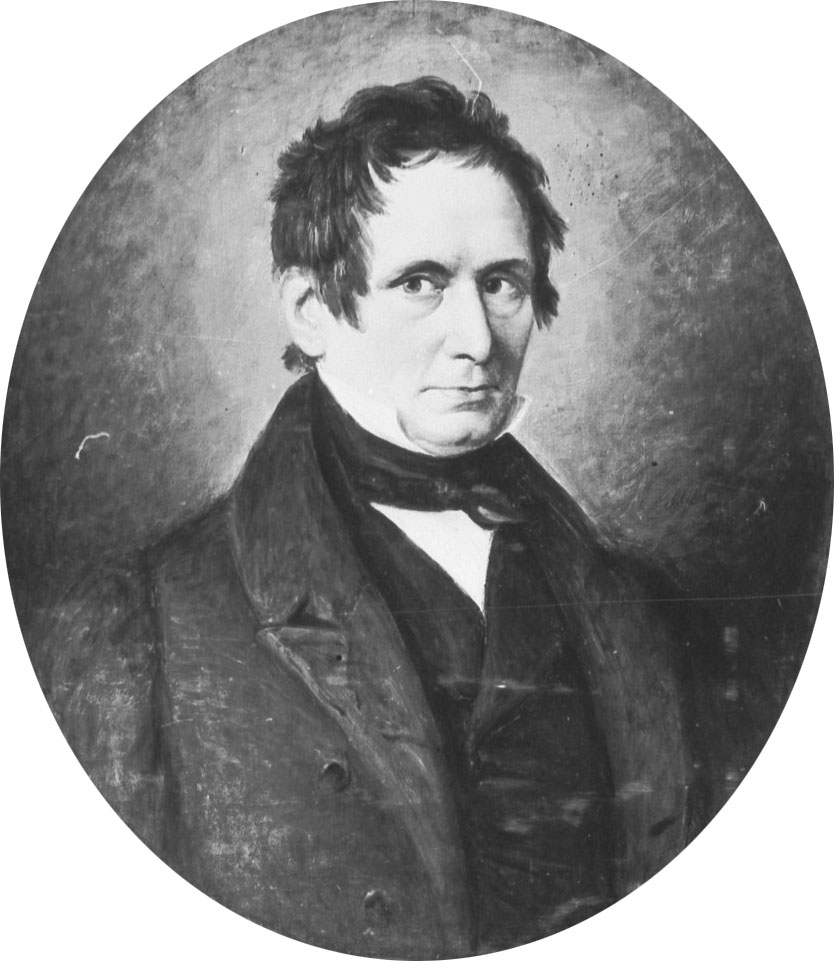
Peter von Cornelius, 1835 (Retrato de Eduard von Heuss)

Peter von Cornelius (Düsseldorf, Alemania, 23 de septiembre de 1783 - Berlín, 6 de marzo de 1867) fue un pintor romántico alemán, perteneciente al movimiento de los nazarenos. Cornelius y Johann Friedrich Overbeck son los dos pintores más destacados de este estilo.

## Vida

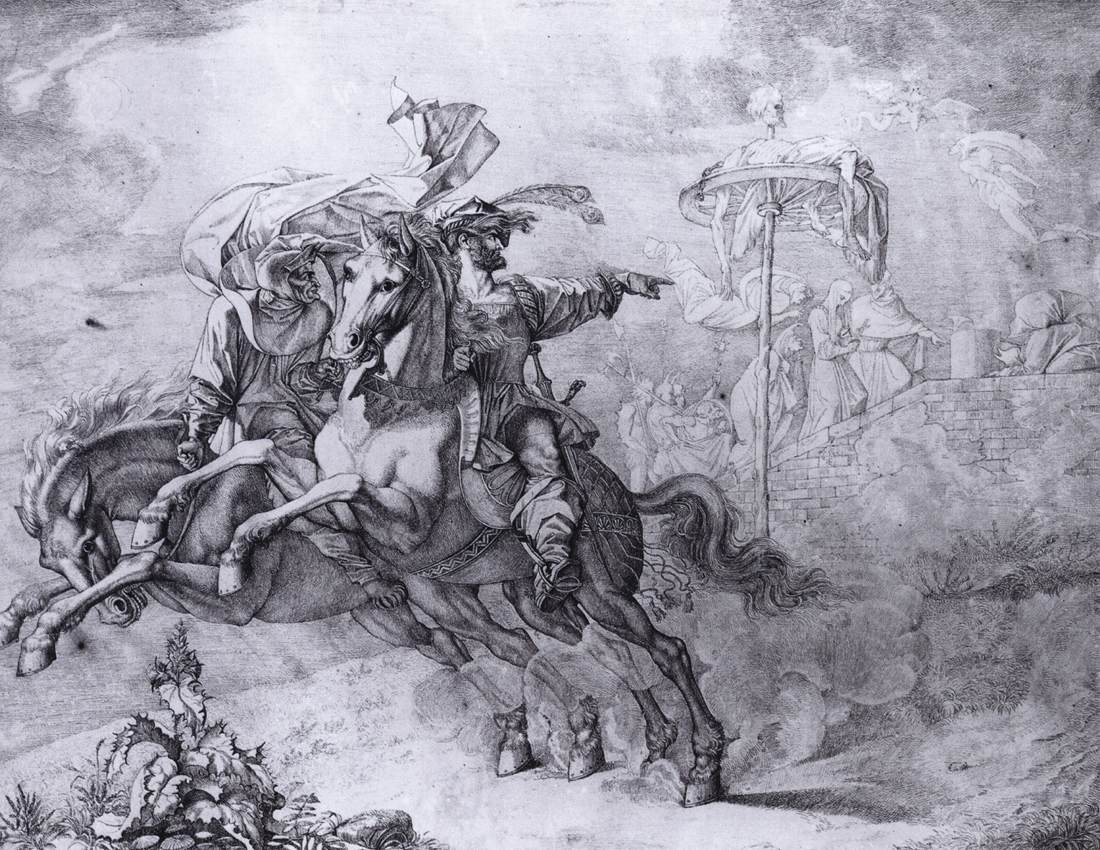
La visión de Rabenstein, 1811.

Cornelius era hijo del pintor Aloys Cornelius y su esposa Anna Cosse. Comenzó su educación artística con su padre, inspector de la Galería o Academia de Bellas Artes de Düsseldorf. Su padre murió en 1799, y el joven Cornelius se vio abocado a un trabajo extenuador. En una carta al Conde Raczynski dice

"Nos correspondió a un hermano mayor y a mí velar por los intereses de una familia numerosa. Por esta época intentaron persuadir a mi madre para que me dedicara al negocio de orfebre antes que seguir pintando –en primer lugar, por el tiempo que tardaría en prepararme para pintar, y en segundo lugar, porque ya había muchos pintores. Mi querida madre, sin embargo, rechazó este consejo, y me sentí entonces dominado por un entusiasmo incontrolable, al que la confianza de mi madre proporcionó nueva fuerza, que fue apoyada por el continuo miedo a que me apartaran del estudio de ese arte que tanto amaba."

Estudió de 1795 a 1809 en la Academia de Dusseldorf, donde experimentó primero la influencia de la escuela de Jacques-Louis David y después la de los primitivos alemanes. Cornelius vivió en Fráncfort del Meno desde 1809 hasta 1811. 
Su primer trabajo importante fue la decoración del coro de la iglesia de San Quirino en Neuss (Renania del Norte-Westfalia). En Fráncfort comienza un ciclo de dibujos dedicado al “Fausto I” de Goethe que termina en 1816, con lo que abandonó su inicial clasicismo barroco y se volvió hacia formas neogóticas. Entre los pintores que han influido en su arte se citan a Ernst Ludwig Riepenhausen y Franz Pforr. 

### La Hermandad de San Lucas
En septiembre de 1811 decidió unirse a la Hermandad de San Lucas. Llegó a Roma el 14 de octubre de 1811. Allí trabó amistad con Overbeck, y pronto fue uno de los cofrades más prometedores de esta hermandad constituida para el estudio y el aprendizaje de la pintura y de la que formaban parte, entre otros, Schadow, Veit, Schnorr y Ludwig Vogel.
La influencia de Peter von Cornelius se dejó notar en el grupo, pues encauzó su creatividad hacia un restauracionismo más secular que el religioso de Overbeck. Bajo su influencia, el grupo se vuelca en la elaboración de frescos monumentales. En Roma, Cornelius participó, con otros miembros de su hermandad, en la decoración de la Casa Bartholdy y de la Villa Massimi. Al mismo tiempo, Cornelius realizó dibujos para ilustrar el Cantar de los Nibelungos.
- Casa Bartholdy

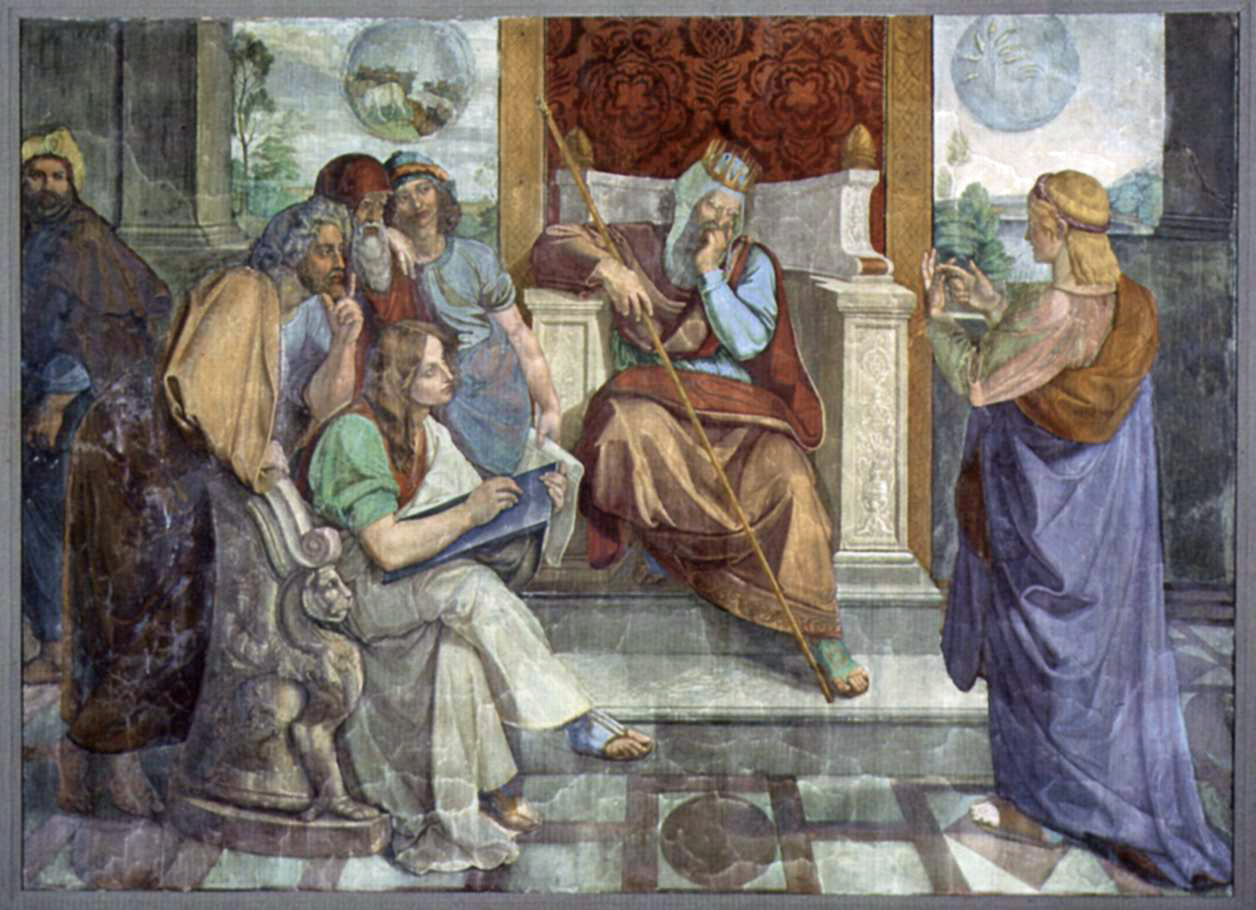
José interpreta el sueño del faraón
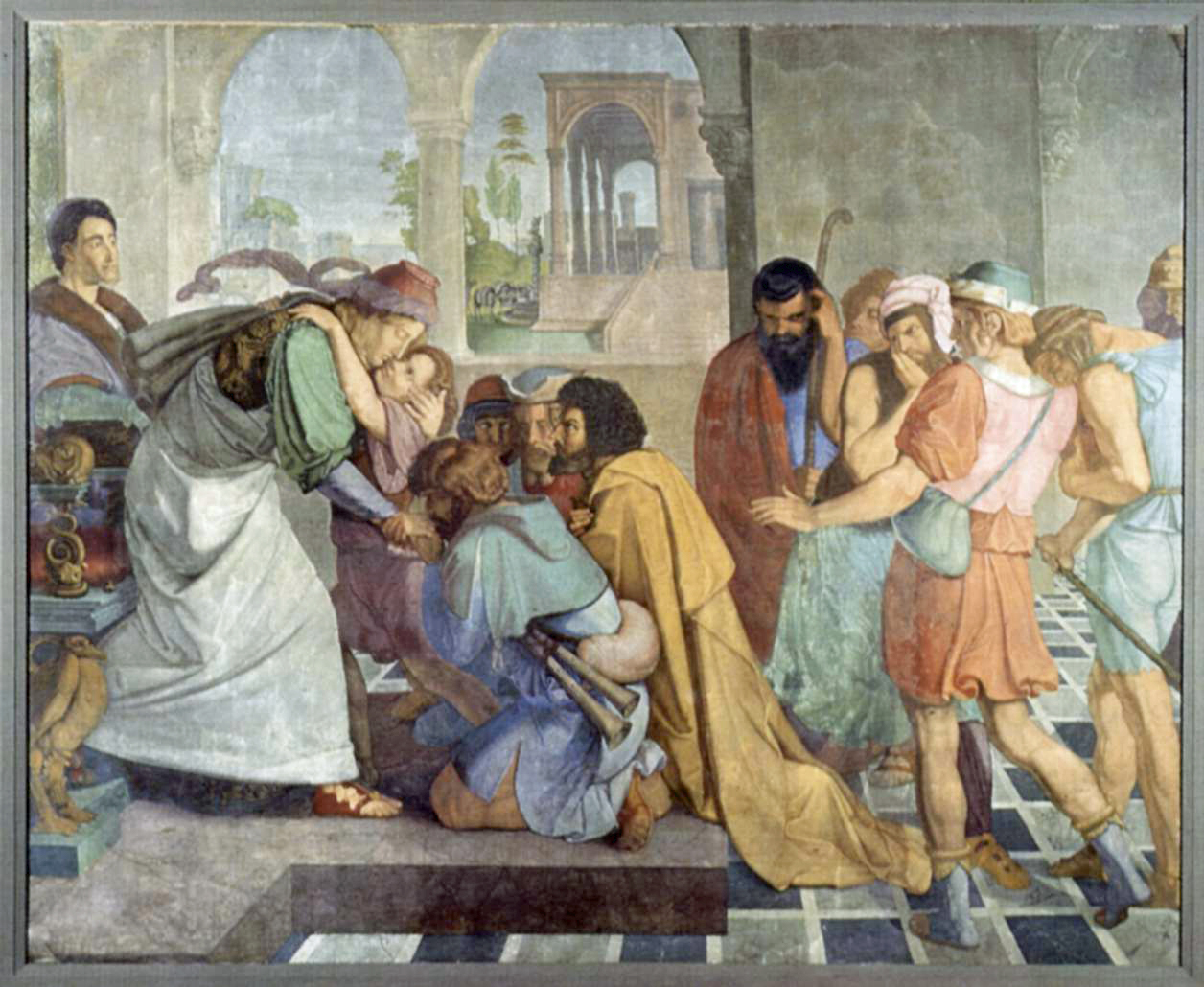
José reconocido por sus hermanos

Jacob Salomon Bartholdy, (1779-1825), cónsul general de Prusia en Roma y tío del compositor Félix Mendelssohn encargó a este grupo de pintores la decoración del Palazzo Zuccaro. Elaboraron los frescos sobre el tema bíblico de José y sus hermanos. Los temas que correspondieron a Cornelius fueron José interpreta el sueño del faraón y José reconocido por sus hermanos.
Esta obra proporcionó gran celebridad al grupo en general, y a Peter von Cornelius en particular. La fuerza expresiva de los gestos y la fisonomía de su figuras se correspondían plenamente con su monumental tamaño. 
- Casa Massimo

En 1817 el marqués Carlo Massimo les encargó la decoración de su pabellón en el jardín, el Casino Massimo, en Letrán. Cornelius pintó al fresco el techo con el tema del Paraíso de Dante, y Horny añadió las guirnaldas de frutas y flores. No obstante, no intervino más en esta obra porque se marchó a Múnich.

### Carrera posterior
La elaboración de los frescos de Casa Bartholdy le proporcionaron cierta reputación, que se vio confirmada con la exposición colectiva de 1819, organizada con motivo de la visita del emperador de Austria. Llamaron la atención del príncipe heredero Luis de Baviera, que llamó a Cornelius para que fuera a Múnich para dirigir las decoraciones de la Gliptoteca. Simultaneó durante un tiempo esta labor con el trabajo en la Academia de Düsseldorf (director de 1821 a 1825). Con el tiempo comprendió que no podía dedicarse a ambos cargos con la atención que requerían, por lo que acabó renunciando al cargo en la academia de Dusseldorf, trasladándose a Múnich con aquellos alumnos que quisieron seguirlo. A la muerte del director Langer, 1824-1825, se convirtió en director de la Academia de Múnich, cargo que ostentó hasta 1841.
Luis I de Baviera subió al trono en 1825. En Múnich realizó la que probablemente sea su obra maestra, las decoraciones al fresco para la Iglesia de San Luis (1830 - 1840 aproximadamente). Efectuó igualmente decoraciones para la Pinacoteca y la Gliptoteca, estas últimas, con temas de la mitología griega, inspirados en Hesíodo y Homero.
Cornelius alcanzó gran reputación en Alemania. Representaba la simplicidad del estilo y de los ideales de los Nazarenos, mezcla de una estética populista y un tanto patriótica. Ejerce una influencia profunda y es considerado como el representante de la pintura histórica idealista, caracterizada por tendencias que son, a la vez, cristianas y humanistas.
Después de haber tenido algunas diferencias con su cliente, Luis I, respecto a los frescos de la Iglesia de San Luis, Cornelius aprovechó la llamada de Federico Guillermo IV para marchar a Berlín (en torno al año 1840). Allí realizó una serie de esbozos sobre el Apocalipsis, para los frescos que se pretendían como decoración para el Campo Santo o mausoleo real, una sepultura de los Hohenzollern, que nunca se realizó. Sería su última obra.
En noviembre de 1841 Cornelius, aceptando una invitación, visitó Inglaterra, con motivo de los concursos de dibujos celebrados en Westminster Hall, para la decoración parcial del Palacio de Westminster.

## Obra
- Las Vírgenes sabias y las vírgenes necias, Düsseldorf, Kunstmuseum. Muestra un estilo impregnado del arte de Rafael y Miguel Ángel, en el que se fusionan el ideal de los nazarenos y un cierto clasicismo.
- José interpretando los sueños del faraón (1816-1818), Casa Bartholdy, Alte Nationalgalerie, Berlín.
- El reconocimiento de José por sus hermanos (h.1816/17), Casa Bartholdy, Alte Nationalgalerie, Berlín.
- Frescos Los dioses de Grecia (1820 - 1830), en la Gliptoteca de Múnich, perdidos; los esbozos sobre cartón se conservan en la Nationalgalerie de Berlín.
- Frescos en la iglesia de San Luis en Múnich (Ludwigskirche, 1830-1840), en su mayor parte diseñados y ejecutados por Cornelius. Posiblemente constituyan la obra mural más importante de la Edad Contemporánea. El gran fresco dedicado al Juicio Final (1836-1840), sobre el altar mayor de esa iglesia, mide más de 18 metros de alto y casi 12 de ancho. Igualmente son de gran tamaño los frescos del Creador, la Natividad y la Crucifixión.
- Medallones con los profetas del Antiguo Testamento (1850) en la Iglesia de San Nicolás de Potsdam
- “Los Cuatro Jinetes del Apocalipsis” (1841 - 1867), conservados en la Nationalgalerie de Berlín. En estos dibujos al estilo de Durero evidencia su verdadero talento dramático. En una época ya plenamente realista como 1859, se expusieron estos dibujos con gran éxito.
- Monumento Adolf von Donndorf (1879) en Düsseldorf

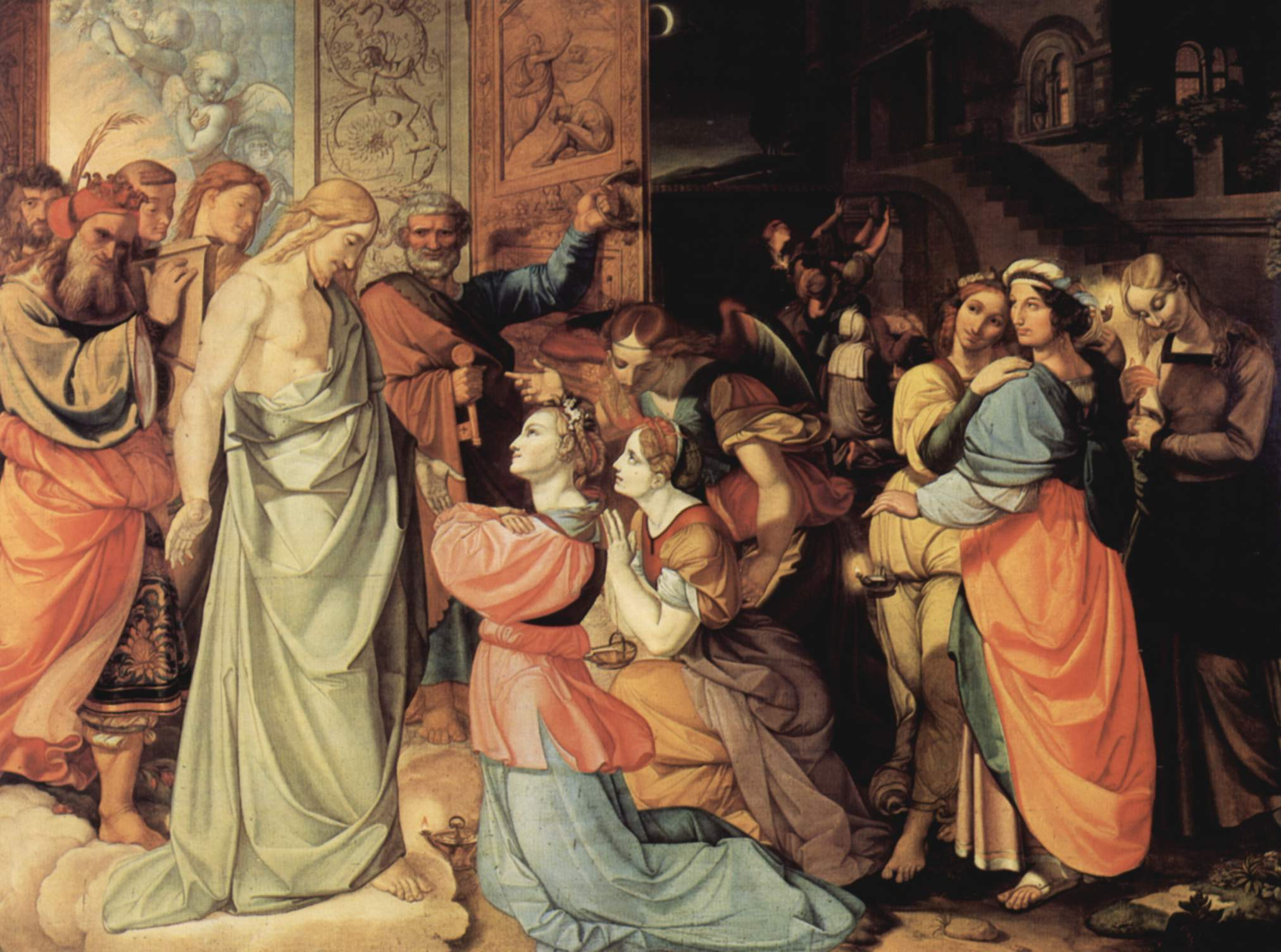
Las vírgenes sabias y las vírgenes necias, h. 1813, óleo sobre lienzo
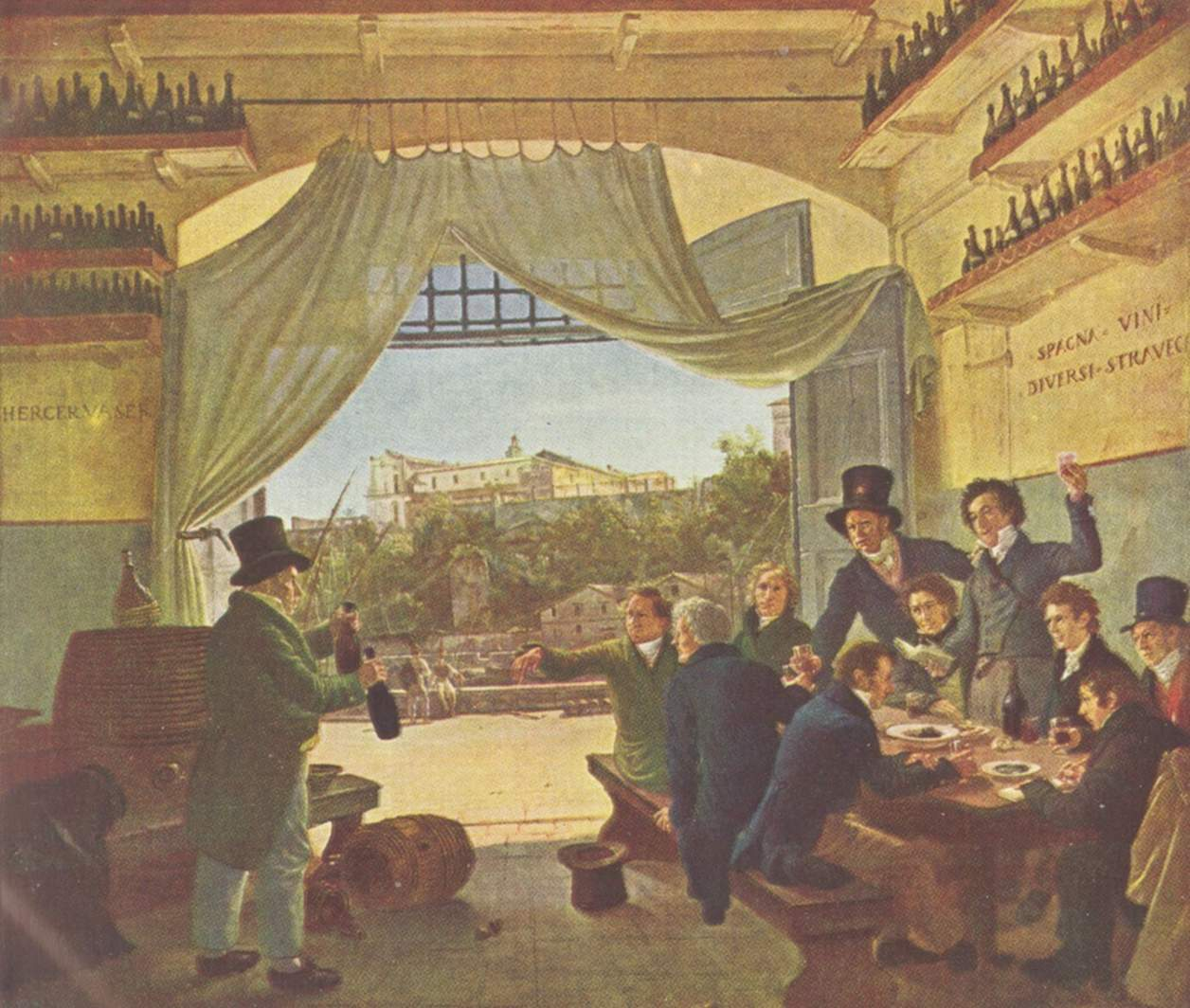
Escena de taberna, h. 1820, óleo sobre lienzo, Museo Slaskie, Breslavia
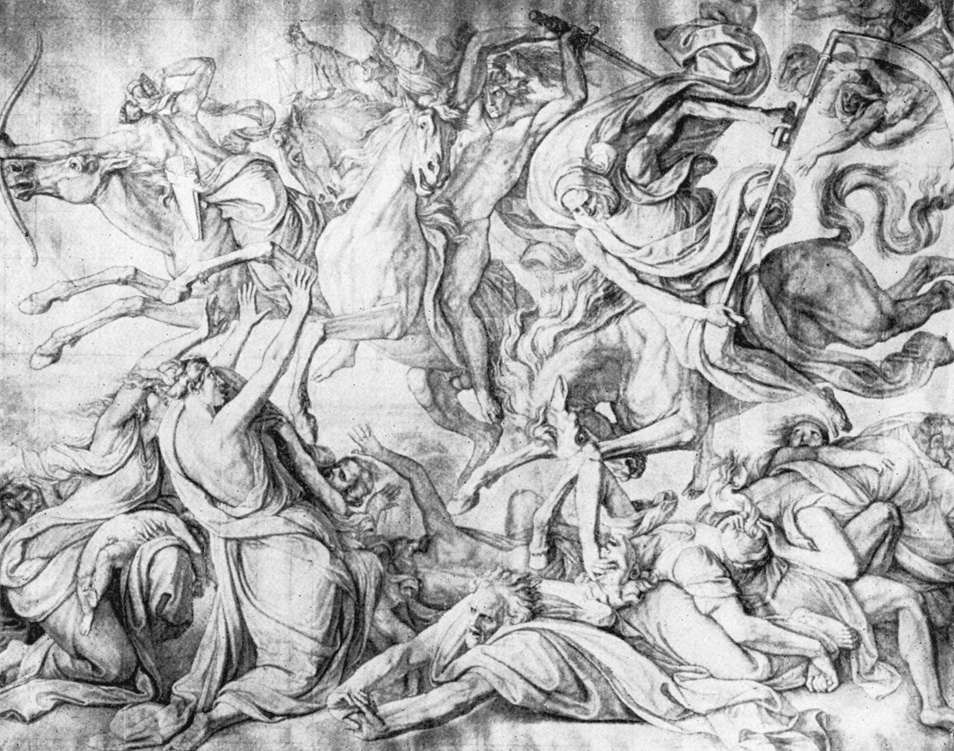
Los cuatro jinetes del Apocalipsis, 1845

## Estilo
Es una figura destacada en el grupo romano de los nazarenos y uno de los más representativos del idealismo romántico alemán. A diferencia de otros miembros de la Hermandad, toma más como referencia el primer Renacimiento que la pintura gótica. En sus últimas obras se inspiró más en Rafael Sanzio. Su lema favorito era Deutschland über alles, lo que muestra la dirección y fuerza de su patriotismo.
Realizó obras monumentales que revivieron la técnica del fresco en Alemania. Se especializó en esta pintura mural. Como pintor al óleo, tenía poca habilidad técnica y limitado dominio del color. Su verdadero talento se mostraba más en el dibujo que en el color, que no dominaba en el sentido veneciano, flamenco o inglés del término. Siempre hay en su obra grandeza y nobleza de concepción. Si no destacaba en el manejo del pincel, podía concebir y diseñar un tema con propósito magistral. 
Influyó mucho entre sus contemporáneos. Para comprender la influencia tan decisiva de este pintor en su país y por qué era tan admirado, hay que recordar que, a principios del siglo XIX, Alemania no tenía una escuela de arte nacional. En menos de medio siglo, la labor de los nazarenos en general y de Cornelius en particular, logró que el mundo artístico se fijara en Múnich. Entre los alumnos que recibieron su influencia directa están Karl Hermann, Kaulbach y Adam Eberle. Tuvo admiradores en Francia, tales como Ingres, Gérard y Delacroix. Sólo el predominio del realismo a partir de 1840 hizo decaer su influencia. 
En sus frescos se encuentra el origen del arte “colosal” alemán de finales del siglo XIX. Cada edificio público de Múnich y otras ciudades alemanas decorado con frescos, se convierte, como en Italia, en una escuela pública de arte.

## Distinciones
- 1842 Condecoración Pour le Mérite.
- 1844 Título Dr. phil. h.c. por la Universidad de Münster
- 1859 Nombrado “Maestro” por la Freie deutsche Hochstift.
- 1862 Hijo predilecto de Düsseldorf.